# Хилонида (дочь Леонида II)
Хилонида (др.-греч. Χιλωνίς) — спартанская царица. Дочь царя Леонида II и жена царя Клеомброта II, которые принадлежали к противоборствующим партиям. В результате политической борьбы, в разное время изгоняли и Леонида II и Клеомброта II. Каждый раз Хилонида добровольно следовала в ссылку за изгнанником, оставляя в Спарте царствующего родственника.

## Биография
Хилонида происходил из спартанского царского рода Агиадов, представители которого выводили своё происхождение от героя Геракла. Она была дочерью царя Леонида II и его жены Кратесиклеи. Происхождение последней спорное, некоторые исследователи отождествляют её с упомянутой Плутархом персидской женой Леонида II, дочерью начальника конницы царя Селевка I. Историк Сара Померой выдвинула версию, что отцом Кратесиклеи мог быть и сам диадох. Согласно другой версии, Кратесиклея была второй супругой Леонида II, на которой он женился уже по возвращении в Спарту. Хилонида имела двух братьев, Клеомена III и Эвклида, которые впоследствии стали царями Спарты.
Отец выдал Хилониду за Клеомброта II, представителя боковой ветви династии Агиадов. В то время в Спарте шла борьба между царём-реформатором Агисом IV и сторонником старых порядков Леонидом II. Эфору Лисандру, сыну Либия, стороннику Агиса IV, удалось отстранить от власти Леонида II. Он обвинил царя, что тот нарушил запрет царям женится на иностранках. Новым царём стал Клеомброт II, который поддержал свержение тестя. Леонид II опасался за свою жизнь и скрылся в храме Афины Меднодомной. За ним последовала и Хилонида, оставившая своего мужа. Вскоре после переворота, устроенного Агисом IV, Леониду II удалось бежать из города с дочерью. Эфор Агесилай отправил за беглецами убийц, но из-за противодействия царя Агиса IV Хилониде с отцом удалось попасть в Тегею.
В результате очередного переворота, Леонид II вернулся в Спарту и вновь занял трон. Он намеревался приговорить своего зятя, который в то время скрывался в храме Посейдона на мысе Тенар, к смертной казни. Хилониде удалось умолить отца пощадить Клеомброта II и заменить казнь на изгнание. После этого Хилонида, вместо того, чтобы остаться в Спарте, как её об этом просил отец, снова отправилась в изгнание, на этот раз вместе за своим мужем Клеомбротом II и двумя их детьми.
Сара Померой считала, что настолько близкие отношения между Хилонидой и её отцом сформировались благодаря пожилому возрасту Леонида II, из-за которого он уже не проводил большую часть времени среди воинов. Историк Томас Африка считал, что причиной смелых поступков Хилониды могли быть рассказы её отца о храбрых деяниях.
В ходе раскопок в спартанском святилище Артемиды Ортии было найдено четыре вотивных дара, посвящённых некой Хилонидой. Учитывая, что это были импортные гончарные изделия эллинистического времени, исследователь Артур Вудварт предположил, что данные подношения были сделаны представительницей царского рода. Это могла быть одна из трёх известных носительниц данного имени, живших в ту эпоху: дочь Клеомена II, дочь Леотехида или дочь Леонида II.

## Хилонида в «Сравнительных жизнеописаниях»
По мнению исследователя Мильтиада Михалопулоса, Плутарх изобразил Хилониду в «Сравнительных жизнеописаниях» верной и преданной женой и дочерью. Однако он отмечал, что источник Плутарха, историк Филарх ради трагизма повествования, мог изобразить Хилониду более выдающейся персоной, чем она была на самом деле.
Исследователь Брэдли Бушард считал, что речи Агесистраты, Кратесиклеи и Хилониды в жизнеописании Агиса и Клеомена компенсируют молчание Корнелии в парном жизнеописании братьев Гракхов. В то же время, историк отмечал что поведение Хилониды достойно уважения, так как разительно отличается от других спартанских женщин — властных и политически активных. Так как у неё не было логических оснований для защиты мужа, то в своей речи к отцу она стала апеллировать к его эмоциям. Начало речи с описанием страданий Хилониды и её детей, верности к отцу, нынешней нищеты и жалкой внешности в сравнении с триумфом Леонида служит для вызова к ней жалости и подготавливает к последующим словам. Главным элементом речи Хилониды является прямая угроза покончить с собой: «[Мой муж] понесет за свое безрассудство кару даже более тяжкую, чем задумал ты сам, — прежде, чем умереть, он увидит смерть горячо любимой супруги». Далее Хилонида описывает своё отчаяние и стыд, за то что не смогла вызвать жалость у мужа и отца и они остались глухи к её просьбам, показывая тем самым, что причиной намерения в суициде являются амбиции родных мужчин. Эмоционально-возмущённый тон речи подчёркивает серьёзность её решения. Сделав таким образом политическое событие личным для царя, так как его решение повлияет на судьбу дочери, Хилонида обращается к политике. Она обесценивает политические стремления родственников, указывая, что никакая цель, даже царский титул, не может оправдать предательство и убийство члена семьи. Она прямо заявляет, что отец готов убить зятя ради мести, но одновременно намекает, что таким образом он готов убить и её. Хилонида не ограничивается только словами, но прибегает и к невербальному воздействию. Хилонида прижимается щекой к голове мужа и обводит присутствующих «помутившимся, изнуренным от муки взглядом». Таким образом она пытается вызвать симпатию у окружающих её спартанцев и вовлекает их в её семейное горе. Леонид оказывается беспомощен перед риторикой дочери и ему приходится обсудить ситуацию с друзьями и принять решение об изгнании зятя. Отказ остаться с отцом показывает, что хотя Хилонида и хорошо разбирается в гражданских делах, но семья является самым главным. Плутарх оканчивает свой рассказ о ней прямым восхвалением: «не будь он [Клеомброт] вконец испорчен пустою славой, счел бы изгнание, разделяемое с такою супругой, большей для себя удачей, нежели царскую власть». По мнению Брэдли Бушарда, стратегия речи Хилониды была противоположной речам двух других женских персонажей Плутарха — Аристомахи и Фесты. Исследователь отмечал, что защита Хилонидой мужа похожа на эпизод из трагедии «Антигона» афинского драматурга Софокла, где Гемон, пытаясь спасти невесту Антигону, угрожает отцу самоубийством.

## Образ в культуре
Ирландский драматург Томас Саутерн написал по мотивам рассказа Плутарха о жизни Агиса IV трагедию «Спартанская дама». Хотя автор начал работать над пьесой в 1687 году, впервые она была поставлена в 1719 году на сцене театра Друри-Лейн. Роль Хилониды сыграла актриса Энни Олдфилд.

Сцену, как Леонид II отправляет Клеомброта II в изгнание, на своих картинах изображали: Бенджамин Уэст (1768), Франсуа-Ксавье Фабр (1795), Винченцо Камуччини, Бартоломео Пинели и Пеладжио Паладжи (между 1807 и 1810). На всех этих картинах присутствует Хилонида с детьми. Также в книге Хелен Гербер «The Story of the Greeks» есть иллюстрация, на которой изображено как Хилонида вместе с семьёй уходит в изгнание.

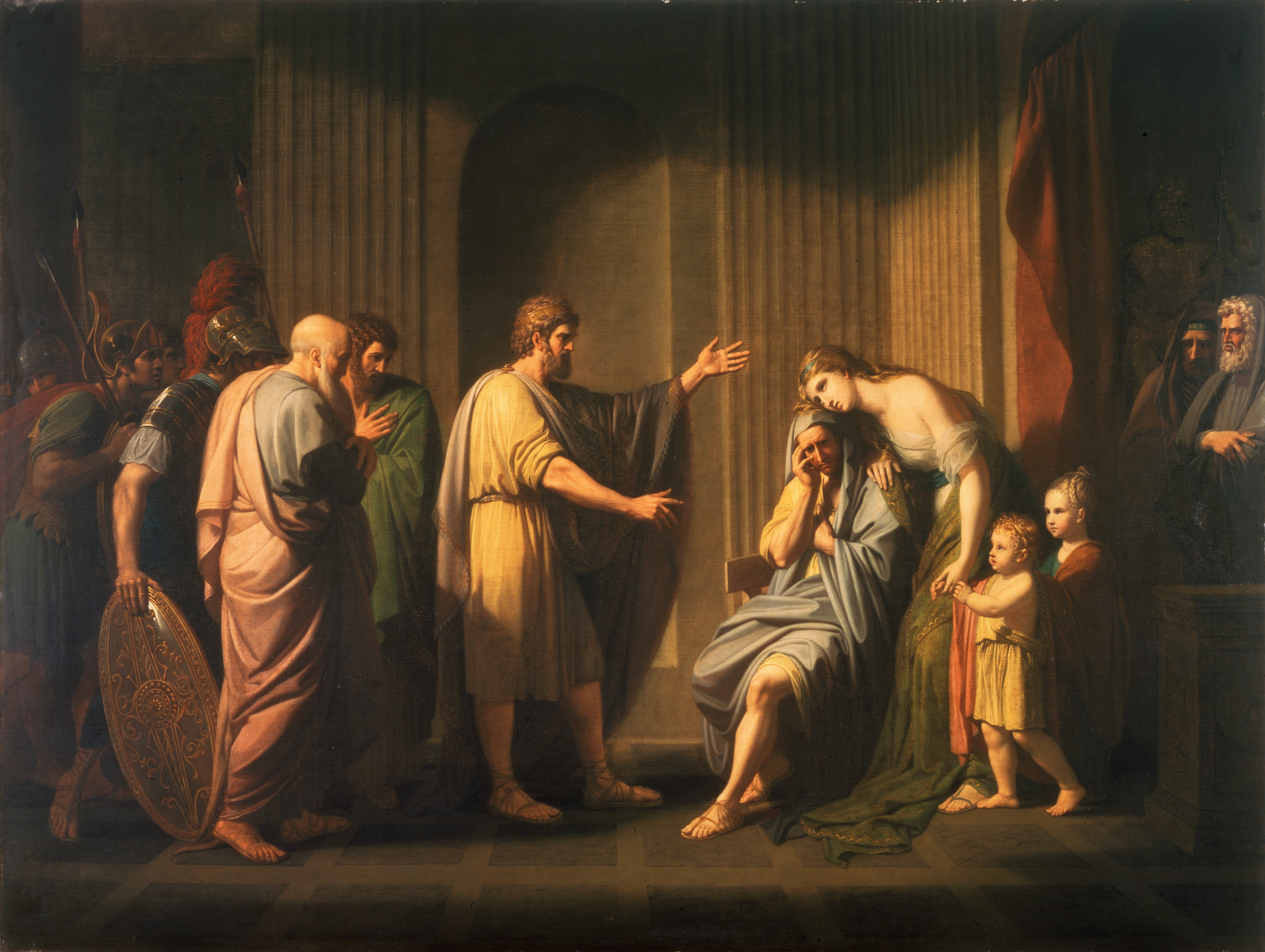
Бенджамин Уэст (1768)
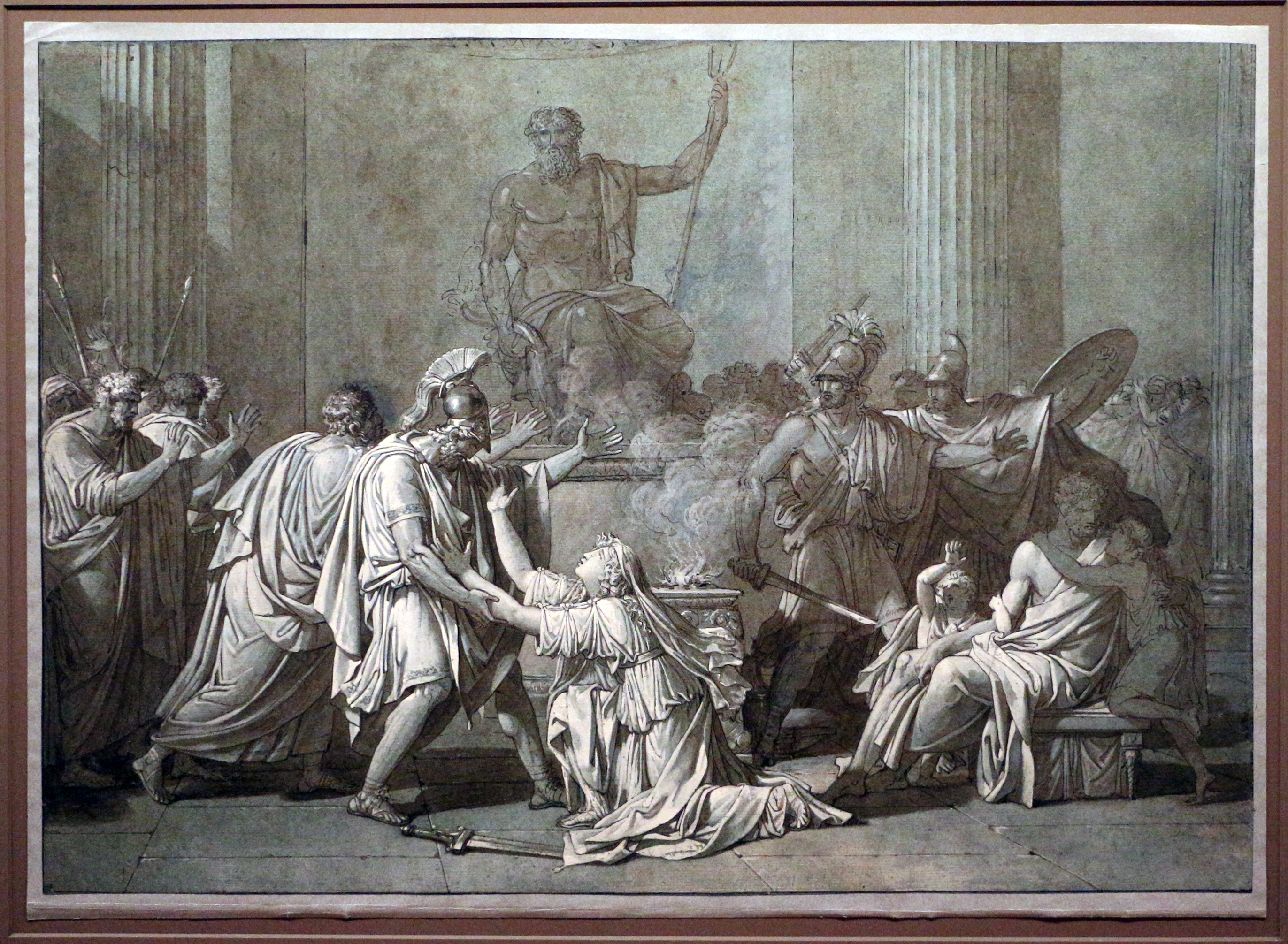
Франсуа-Ксавье Фабр (1795)
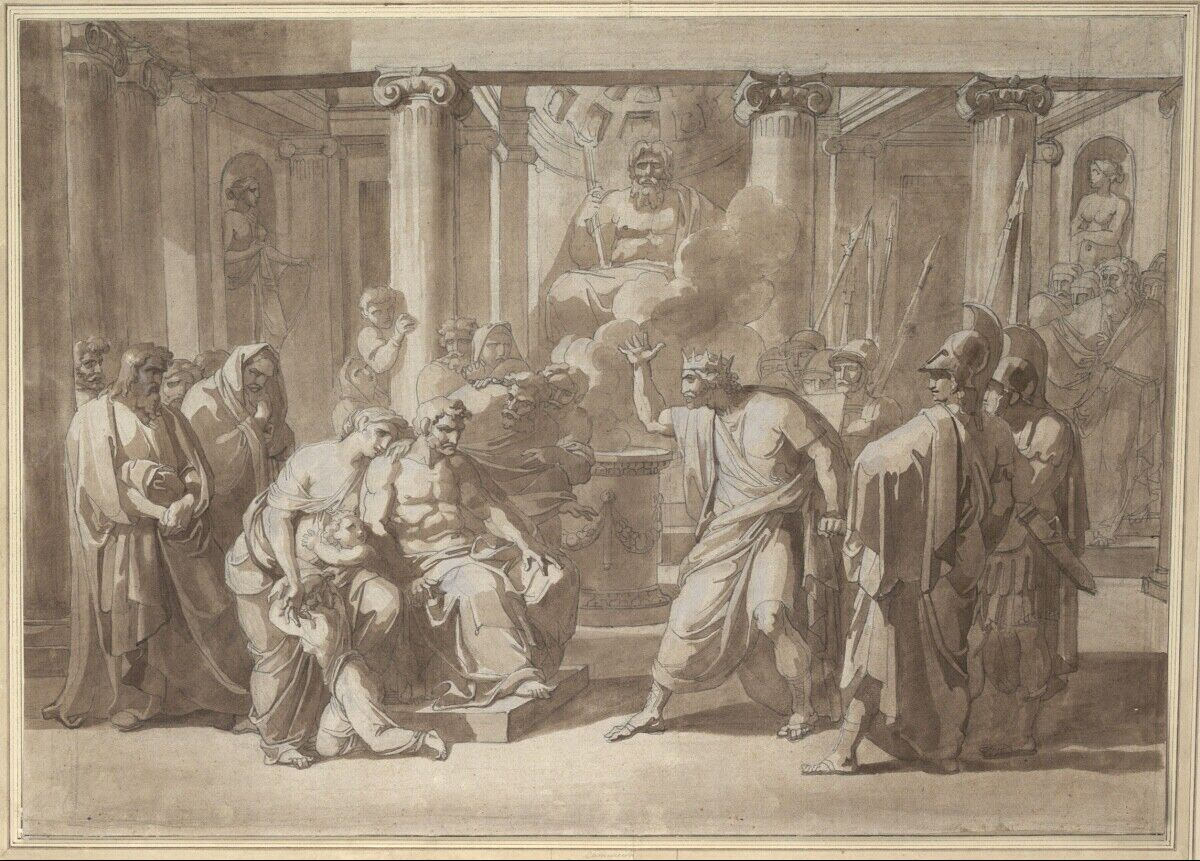
Винченцо Камуччини
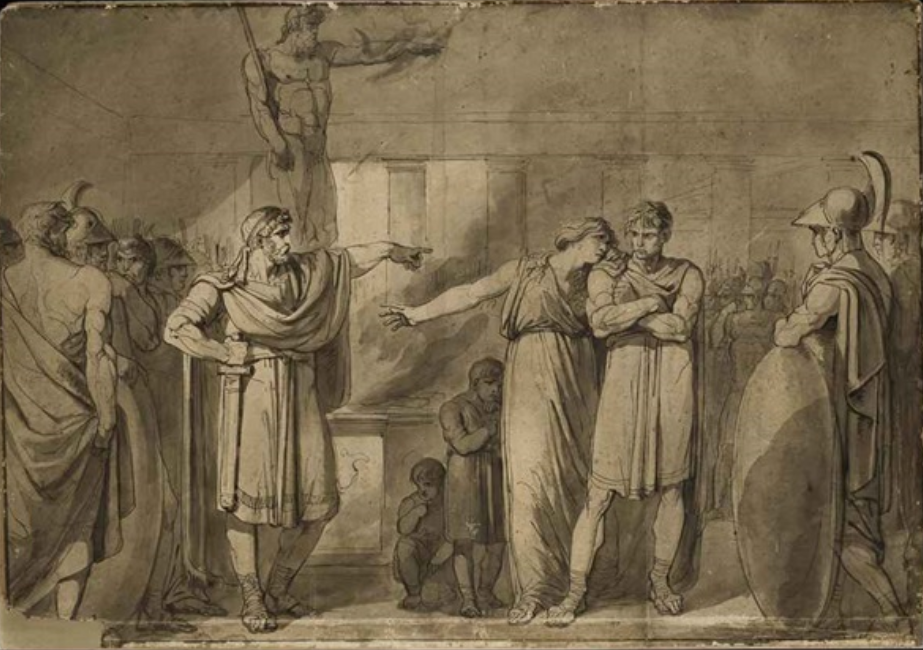
Бартоломео Пинели
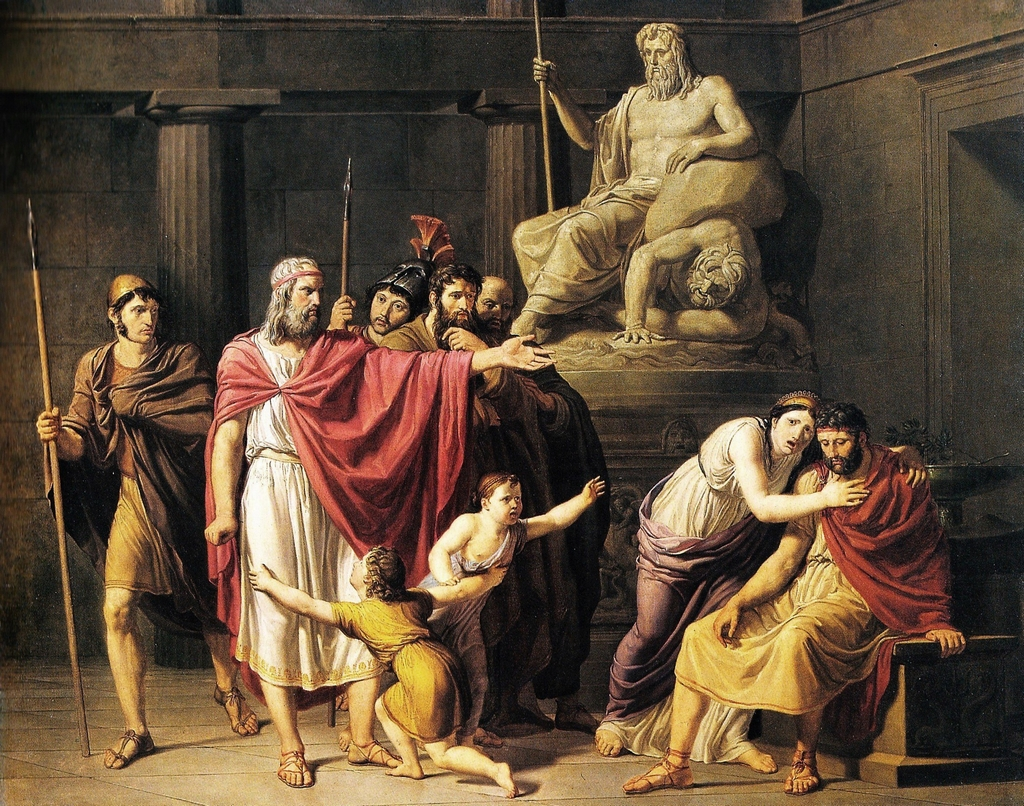
Пеладжо Паладжи (между 1807 и 1810)

## Семья
Вышла замуж за представителя боковой ветви династии Агиадов — Клеомброта II. Супруги имели двух сыновей:
- Агесиполид[нем.] — отец царя Агесиполида III
- Клеомен[нем.] — регент при племяннике Агесиполиде III.